# アブド・アッラフマーン3世
アブド・アッラフマーン3世（Abd ar-Rahman III、889年 - 961年10月17日）は、後ウマイヤ朝の第8代アミールでもあり、初代カリフでもある。第7代アミール・アブド・アッラー・ブン・ムハンマドの孫（アミール在位：912年 - 929年、カリフ在位：929年 - 961年）。

## 南部の平定
912年に即位したが、当時はムワッラド貴族の反乱が王朝を苦しめており、彼は国をまとめ上げてこれに対峙する必要があった。918年にボバストロを拠点とした、反王朝最大勢力の指導者であったイブン・ハフスが死に、アブド・アッラフマーンはその息子たちとも戦い続け928年にこれを平定した。

## カリフ宣言
イブン・ハフスの息子たちを倒し南部を平定した後の929年1月、カリフを宣言しアン・ナースィル・リッディーニッラー（神の宗教のための勝利者）というカリフ号をとった。これによりイスラーム世界にはバグダードのアッバース朝、マフディーアのファーティマ朝、コルドバのウマイヤ朝と3人のカリフが鼎立することとなる。
カリフ国の誕生を926年とする説もある。

## 北部の平定
南部を完全に平定したカリフは930年に自ら兵を率いてトレドに向かった。トレドの包囲が為され、932年ついにトレドは降伏した。937年には長期間の包囲の末、サラゴサを陥落させた。939年、シマンカスの戦いで味方による情報漏洩が要因となりレオン王国=カスティーリャ伯国連合軍に敗北した彼はいたく自尊心を傷つけられ、以降自ら兵を率いることをやめた。しかし940年にレオン王国はアンダルスの三辺境（サラゴサ・トレド・メリダ）から進軍され、国力の圧倒的な差に屈し和平を申し出ている。治世末期の958年にはレオン王国が後ウマイヤ朝に対して忠誠を誓い軍事的援助を請うなど軍事的優位が確立された。

## 文化の発展
アブド・アッラフマーンには優秀な諮問官であり医師であるユダヤ人のハスダイ・イブン・シャプルートがおり、彼はビザンツ（東ローマ）帝国から送られたディオスコリデス（ローマ時代の軍医）のギリシア語で書かれた薬学書を正確に改訳した。この作業はビザンツから派遣された僧ニコラスと共に行われた。実はこの薬学書、既にバグダードで翻訳されていたが不正確であったという。

## コルドバのメスキータ
946年に彼は新しいミナレットを建造させ、現在も鐘楼の一部として残っている。また傾きかけていた礼拝室の中庭側正面を補強した。

## 治世の概要
王朝内部では主導権をめぐる派閥対立が発生し、国外ではキリスト教徒によるレコンキスタ運動が盛んになったうえ、アフリカ北部の王朝・ファーティマ朝が勢力拡大を目指して侵攻してくるなど、治世前半から難題が積まれてしまった。しかしアッラフマーン3世は若年であるにもかかわらず、国内を見事に統率するに至り、敵対勢力も全て撃退するなど、優れた手腕を見せた。
そして929年、これらの経緯から君主として自信をつけたアッラフマーン3世は宿敵・アッバース朝やファーティマ朝と対抗するためにカリフとして即位し、ここにイスラム世界は東にアッバース朝、西に後ウマイヤ朝の二大カリフが存立するに至った。その後、レコンキスタを徹底的に弾圧して959年にイベリア半島全土をほぼ支配下に治め、アフリカ北部にも勢力を拡大した。内政においても農業を奨励して生産を倍増させ、軍備を拡大して軍隊の強化に努めた。さらに文化を保護し、イスラーム文化と欧州の文化を融合させた一大文化を形成した。このため、後ウマイヤ朝の首都コルドバは一大商業都市として大いに発展し、その人口は30万人以上を数えるに至った。また、コルドバの近郊に離宮都市のザフラー宮殿を着工させて居城とし、建設は彼の死後に完成した。
キリスト教国との外交も行い、レオン国王サンチョ1世や神聖ローマ皇帝オットー1世に使節を派遣している。
961年、73歳で死去し、子のハカム2世が継いだ。
アッラフマーン3世の時代、後ウマイヤ朝はその治世のもとで全盛期を迎えた。
なお、生年には異説が多く、一説には891年生まれとも言われている。

## 脚註
1. ↑  Abd_al-Rahman_III in www.worldhistory.org
2. 1 2  Gordon, Matthew (2005). “Document 15: Abd al-Rahman III of al-Andalus”. The Rise of Islam. Greenwood guides to historic events of the medieval world. Westport, Connecticut: Greenwood Publishing Group. p. 151. ISBN 978-0-313-32522-9
3. ↑  "'Abd al-Rahman III". Encyclopædia Britannica. Vol. I: A-Ak - Bayes (15th ed.). Chicago, IL: Encyclopædia Britannica, Inc. 2010. pp. 17–18. ISBN 978-1-59339-837-8。
4. ↑  Kennedy, Hugh N. (1996) (snippet view). Muslim Spain and Portugal: A Political History of al-Andalus. London: Longman. p. 99. ISBN 978-0-582-49515-9 2010年9月6日閲覧. "The Caliph died on 15 October 961 and was buried with his predecessors in the Alcazar at Cordoba."
5. 1 2 3 4 5  余部福三 (1992年7月1日). アラブとしてのスペイン. 第三書館
6. ↑  亀井高孝ほか (2019年4月1日). 世界史年表・地図. 吉川弘文館
7. ↑   イスラーム治下のヨーロッパ. 藤原書店. (1997年4月30日)
8. ↑   季刊文化遺産特集 アンダルシアの光と影. 島根県並河萬里写真財団. (2005年4月)